# La Reine du Colorado

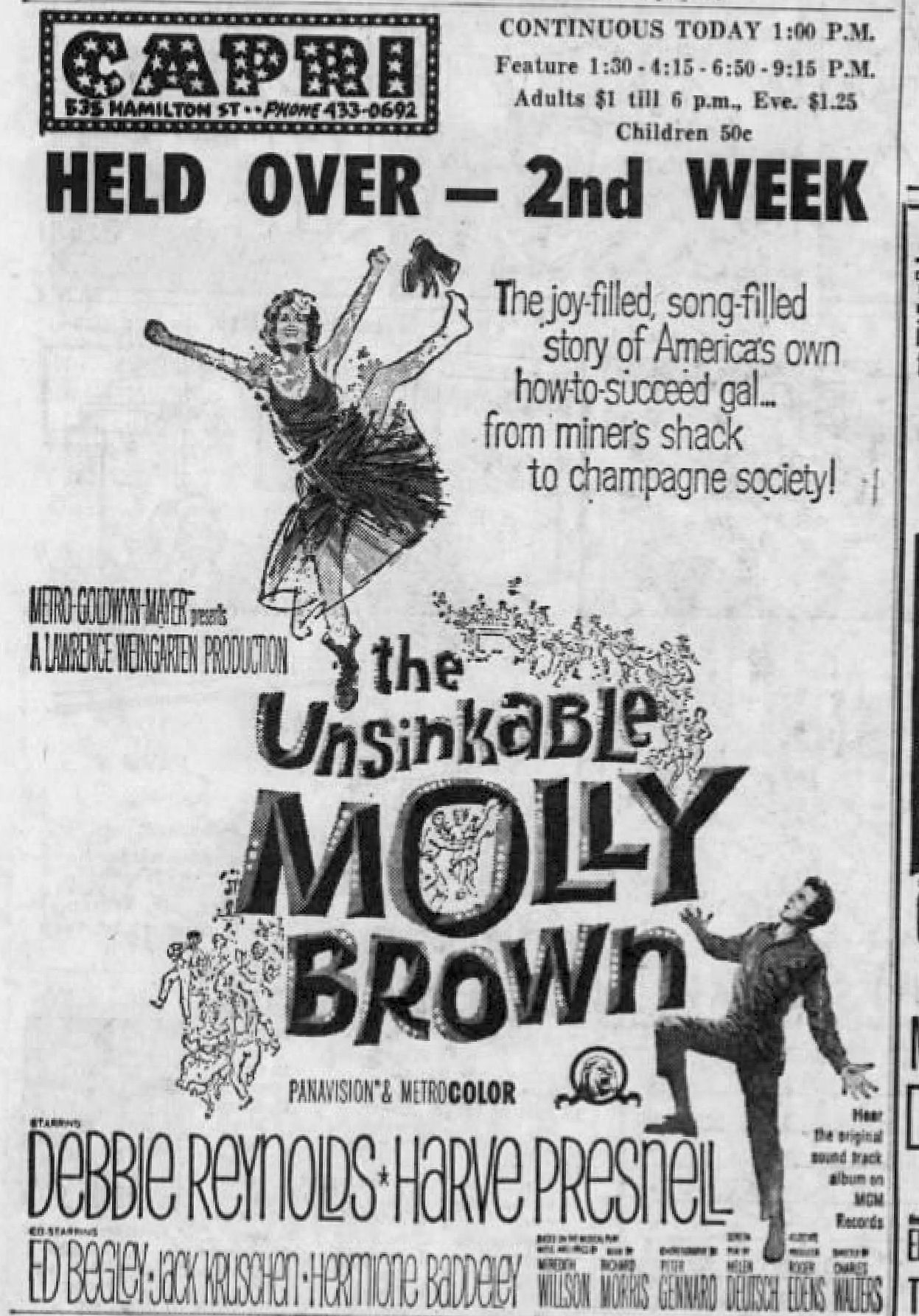
Image publicitaire pour la projection du film au Capri Theater à Allentown, Pennsylvanie (Morning Call du 17 juillet 1964)

La Reine du Colorado (titre original : The Unsinkable Molly Brown) est un film américain réalisé par Charles Walters, sorti en 1964.

## Fiche technique
- Titre : La Reine du Colorado
- Titre original : The Unsinkable Molly Brown
- Réalisation : Charles Walters
- Scénario : Helen Deutsch d'après la comédie musicale éponyme, sur un livret de Richard Morris
- Photographie : Daniel L. Fapp
- Montage : Fredric Steinkamp
- Musique et lyrics : Meredith Willson
- Direction artistique : E. Preston Ames et George W. Davis
- Décors : Henry Grace et Hugh Hunt
- Producteur : Lawrence Weingarten
- Société de production : Metro-Goldwyn-Mayer
- Pays d'origine : États-Unis
- Format : Couleurs - 2,20:1
- Genre : Biographie, romance
- Durée : 128 minutes
- Date de sortie : 1964

## Distribution
- Debbie Reynolds (VF : Arlette Thomas) : Molly Brown
- Harve Presnell (VF : Marc Cassot) : 'Leadville' Johnny Brown
- Ed Begley (VF : André Valmy) : Shamus Tobin
- Jack Kruschen (VF : René Blancard) : Christmas Morgan
- Hermione Baddeley (VF : Marie Francey) : Buttercup (Marguerite Berthe en VF) Grogan
- Vassili Lambrinos (VF : Philippe Mareuil) : Prince Louis de Laniere
- Fred Essler : Baron Karl Ludwig von Ettenburg
- Harvey Lembeck (VF : Jean-Jacques Steen) : Polak
- Lauren Gilbert (VF : René Blancard) : M. Fitzgerald
- Kathryn Card : Mme Wadlington
- Hayden Rorke (VF : Albert Augier) : Malcolm Broderick
- Harry Holcombe : M. Wadlington
- Amy Douglass : Mme Fitzgerald
- George Mitchell (VF : Michel Gudin) : Monsignor Ryan
- Martita Hunt (VF : Marguerite Cavadaski) : Grande duchesse Elise Lupavinova
- Vaughn Taylor : M. Cartwright
- Anthony Eustrel (VF : Lucien Bryonne) : Roberts
- Audrey Christie (VF : Françoise Fechter) : Mme Gladys McGraw
- Grover Dale : Jam
- Brendan Dillon : Murphy
- Maria Karnilova (VF : Marie Francey) : Daphne
- Gus Trikonis : Joe

Acteurs non crédités
- Minta Durfee : une femme
- Moyna MacGill (VF : Lucienne Givry) : Lady Prindale
- Herb Vigran : l'annonceur de la tournée à Denver